# Dakota Johnson

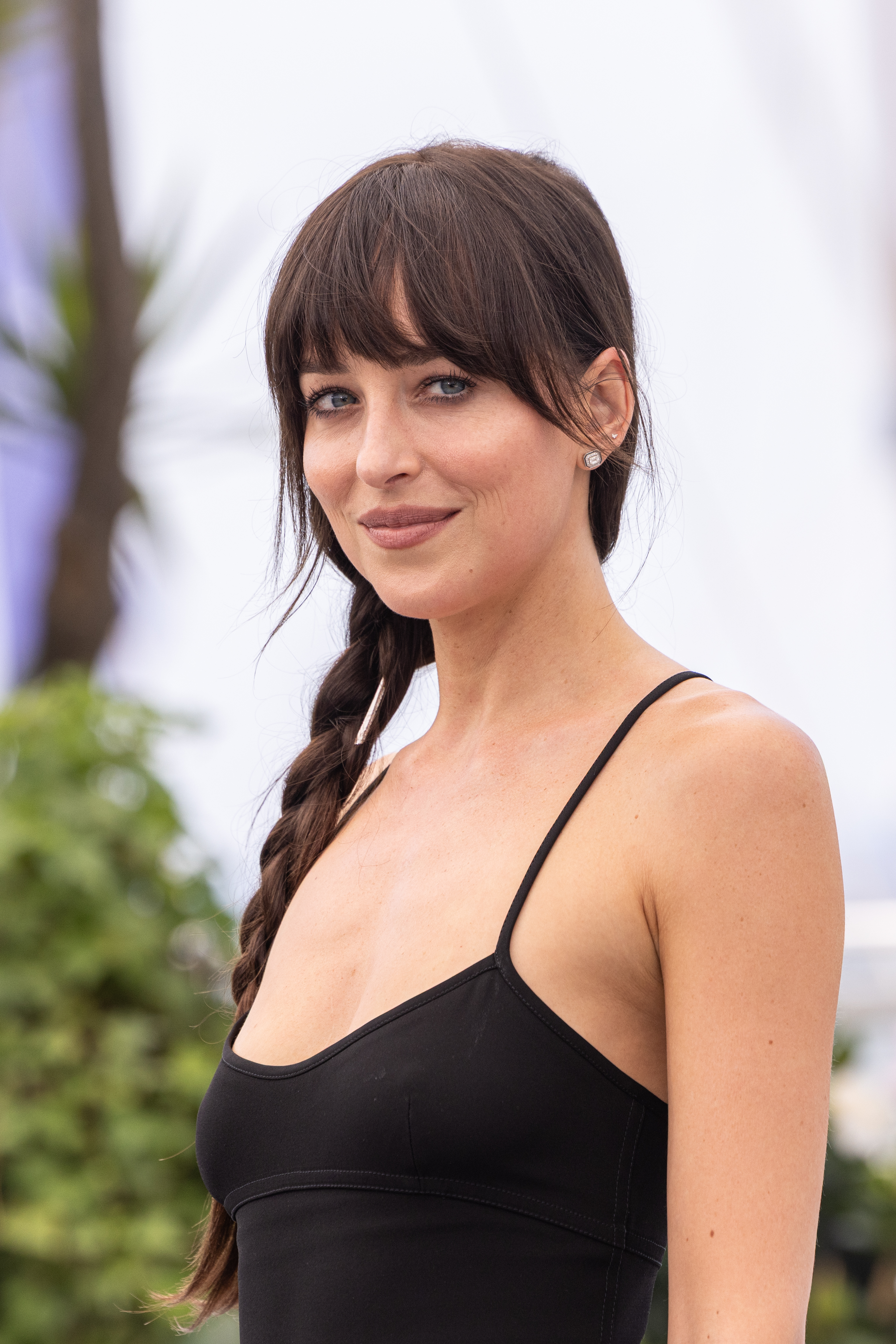
Dakota Johnson (2025)

Dakota Mayi Johnson (* 4. Oktober 1989 in Austin, Texas) ist eine US-amerikanische Schauspielerin und Filmproduzentin. Ihren internationalen Durchbruch erlebte sie mit der weiblichen Hauptrolle der Literaturverfilmung Fifty Shades of Grey.

## Leben und Karriere
Dakota Johnson ist die Tochter der Schauspieler Don Johnson und Melanie Griffith sowie die Enkelin der Schauspielerin Tippi Hedren.
Sie gab ihr Leinwanddebüt als Neunjährige im Jahr 1999 in der Komödie Verrückt in Alabama an der Seite ihrer Mutter. Ihre nächste Filmrolle übernahm sie erst rund eine Dekade später in David Finchers The Social Network (2010). Seither wirkt sie sowohl in Film- als auch in Fernsehproduktionen mit. Ihren großen internationalen Durchbruch hatte sie mit der weiblichen Hauptrolle der Anastasia Steele in den Verfilmungen von E. L. James Bestseller-Trilogie Shades of Grey. Im Jahr 2018 war sie in Suspiria zu sehen, Luca Guadagninos Neuverfilmung von Dario Argentos gleichnamigem Horror-Klassikers von 1977. Weitere Rollen folgten, ihr schauspielerisches Schaffen umfasst mehr als 40 Produktionen. Seit 2022 tritt sie auch als Produzentin in Erscheinung. 
Im Jahr 2006 wurde Johnson bei den Golden Globe Awards zur „Miss Golden Globe“ gekürt.
Seit 2017 war sie mit dem Musiker Chris Martin liiert und verlobt. Im Juni 2025 trennte sich das Paar.

## Filmografie (Auswahl)
- 1999: Verrückt in Alabama (Crazy in Alabama)
- 2010: The Social Network
- 2010: All That Glitters (Kurzvideo)
- 2011: Beastly
- 2012: 21 Jump Street
- 2012: For Ellen
- 2012: Goats
- 2012: Fast verheiratet (The Five-Year Engagement)
- 2012: Transit (Kurzfilm)
- 2012–2013: Ben and Kate (Fernsehserie, 16 Folgen)
- 2013: Das Büro (The Office, Fernsehserie, Folge 9x23)
- 2014: Reine Männersache (Date and Switch)
- 2014: Need for Speed
- 2014: Closed Set (Kurzfilm)
- 2014: Anarchie (Cymbeline)
- 2015: Fifty Shades of Grey
- 2015: Chloe rettet die Welt (Chloe & Theo)
- 2015: Black Mass
- 2015: A Bigger Splash
- 2016: How to Be Single
- 2017: Fifty Shades of Grey – Gefährliche Liebe (Fifty Shades Darker)
- 2018: Fifty Shades of Grey – Befreite Lust (Fifty Shades Freed)
- 2018: Suspiria
- 2018: Bad Times at the El Royale
- 2019: Wounds
- 2019: The Peanut Butter Falcon
- 2019: The Friend
- 2020: The Nowhere Inn
- 2020: The High Note
- 2021: Frau im Dunkeln (The Lost Daughter)
- 2022: Cha Cha Real Smooth (auch Produzentin)
- 2022: Am I OK? (auch Produzentin)
- 2022: Überredung (Persuasion)
- 2023: Daddio – Eine Nacht in New York (Daddio, auch als Produzentin)
- 2024: Madame Web
- 2025: Splitsville
- 2025: Was ist Liebe wert – Materialists (Materialists)

## Auszeichnungen und Nominierungen
British Academy Film Award
- 2016: Nominierung für den Rising Star Award

Goldene Himbeere
- 2016: Auszeichnung als schlechteste Schauspielerin für Fifty Shades of Grey
- 2016: Auszeichnung für die schlechteste Filmpaarung für Fifty Shades of Grey (mit Jamie Dornan)
- 2018: Nominierung als schlechteste Schauspielerin für Fifty Shades of Grey – Gefährliche Liebe
- 2018: Nominierung für die schlechteste Filmpaarung für Fifty Shades of Grey – Gefährliche Liebe
- 2025: Auszeichnung als schlechteste Schauspielerin für Madame Web

People’s Choice Awards
- 2016: Favorite Dramatic Movie Actress